# Opacifrons jorlii
Opacifrons jorlii är en tvåvingeart som beskrevs av Miguel Carles-Tolrá 1990.
Opacifrons jorlii ingår i släktet Opacifrons och familjen hoppflugor. Artens utbredningsområde är Spanien. Inga underarter finns listade i Catalogue of Life.